# 小行星13376
小行星13376（13376 Dunphy）是一颗绕太阳运转的小行星，为主小行星带小行星。该小行星于1998年11月15日发现。

## 轨道参数
小行星13376的轨道半长轴为2.6467749 UA，离心率为0.144。